# فرودگاه کوکشتائو
فرودگاه کوکشتائو (به انگلیسی: Kokshetau Airport) یک فرودگاه همگانی و نظامی با کد یاتا KOV است که یک باند فرود آسفالت دارد و طول باند آن ۲۵۳۷ متر است. این فرودگاه در شهر کنتائو، قزاقستان کشور قزاقستان قرار دارد و در ارتفاع ۲۷۴ متری از سطح دریا واقع شده است.

## شرکت‌های هواپیمایی و مقصدهای پروازی
| شرکت‌های هواپیمایی | مقصدهای پروازی          |
| ----------------- | ----------------------- |
| Asia Wings        | آلماتی، پتروپافل        |
| اس۷ ایرلاینز      | دوموده‌دوو               |
| اسکات ایرلاینز    | آتیرائو, اوسکمن, چیمکند |